# Georgia Slowe
Georgia Slowe (Londra, 3 giugno 1966) è un'attrice inglese.

## Biografia
Membro della Royal Shakespeare Company, è nota sulle scene soprattutto per la sua interpretazione di Giulietta Capuleti in Romeo e Giulietta a Stratford e Londra, accanto al Romeo di Mark Rylance e poi di David Harewood; per la sua interpretazione è stata candidata al Laurence Olivier Award alla migliore esordiente. È attiva anche in campo cinematografico e televisivo, dove è nota soprattutto per aver interpretato Perdita Hyde-Sinclair in 68 episodi di Valle di luna dal 2006 al 2008.
È stata sposata con Ray Kelvin dal 1993 al 2000 e la coppia ha avuto due figli; dal 2017 è sposata con il fotografo Stuart McClymon.

## Filmografia

### Cinema
- In compagnia dei lupi (The Company of Wolves), regia di Neil Jordan (1984)
- L'inchiesta, regia di Damiano Damiani (1986)

### Televisione
- Marco Polo - serie TV, 2 episodi (1982)
- Zorro - serie TV, 1 episodi (1990)
- Un genio sul divano - serie TV, 1 episodio (2006)
- Valle di luna - serie TV, 68 episodi (2006-2008)
- Agatha Raisin - serie TV, 1 episodio (2018)

## Doppiatrici italiane
- Valeria Perilli in In compagnia dei lupi
- Emanuela Rossi ne L'inchiesta